# Wladimir Belli
Wladimir Belli (Sorengo, 25 luglio 1970) è un dirigente sportivo ed ex ciclista su strada italiano.
Scalatore, professionista dal 1992 al 2006, conta diversi successi di tappa in corse italiane ed estere. È stato uno dei ciclisti italiani più continui degli anni a cavallo tra gli anni novanta del XX secolo e il decennio successivo, capace di entrare spesso tra i primi dieci posti delle grandi corse a tappe, specialmente al Giro d'Italia. Dopo il ritiro dalle corse è stato commentatore televisivo di gare ciclistiche per Eurosport e poi direttore sportivo del team Gazprom-RusVelo.

## Carriera

### 1989-1996: gli esordi e gli anni alla Lampre/Panaria
Attivo tra i Dilettanti dal 1989, il suo nome sale alla ribalta nel 1990, quando vince il Giro d'Italia di categoria battendo Marco Pantani e Ivan Gotti.
Passato professionista nel 1992 con la Lampre-Colnago di Pietro Algeri, si mette subito in evidenza al Giro d'Italia, concludendolo al 13º posto. L'anno seguente è ancora protagonista della "Corsa rosa", soprattutto per il terzo posto conquistato nella tappa Merano-Aprica vinta da Marco Pantani davanti a Claudio Chiappucci. Nel corso della stagione arrivano anche le prime vittorie, tre tappe più la classifica finale della Settimana Bergamasca. Se il 1995 è per Belli un anno di transizione, nel 1996 conferma le sue doti da regolarista vincendo il Giro dell'Appennino e il Giro del Trentino, e piazzandosi sul podio alla Vuelta a Murcia e al Giro del Mediterraneo.

### 1997-1999: Brescialat e Festina
Nel 1997, passato alla Brescialat-Oyster, conquista una tappa al Giro del Portogallo, ma soprattutto ottiene un sesto posto nella classifica generale del Giro d'Italia, giungendo terzo sul Mortirolo. Nel 1998 passa nella francese Festina proprio nel periodo in cui la squadra sarà coinvolta nello scandalo legato all'uso di sostanze dopanti da parte di alcuni suoi corridori di punta come Richard Virenque, Alex Zülle, Laurent Brochard e Christophe Moreau. Belli comunque riesce ad uscire pulito da questa vicenda. Durante la stagione si aggiudica una tappa al Giro del Portogallo, piazzandosi sul podio della medesima corsa e anche nel Giro della Svizzera.
Nel 1999 il ciclista bergamasco ottiene i suoi migliori risultati, infatti si aggiudica una tappa al Grand Prix du Midi Libre e giunge sul podio in gare come il Giro del Mediterraneo, la Vuelta Valenciana, il Giro dei Paesi Baschi, la Settimana Catalana, il Giro di Romandia e il Giro del Delfinato. Conquista anche un prestigioso nono posto nel Tour de France. A fine stagione sarà 16º nella classifica mondiale U.C.I..

### 2000-2002: Fassa Bortolo
Nel 2000 Belli passa alla neonata Fassa Bortolo, formazione veneta diretta da Giancarlo Ferretti, aggiudicandosi il Gran Premio Città di Camaiore e una tappa al Giro di Svizzera, che conclude al terzo posto. Il bergamasco si piazza settimo al Giro d'Italia e dodicesimo alla Vuelta di Spagna, classificandosi anche nei primi sei in due prove di Coppa del mondo (quarto alla Liegi-Bastogne-Liegi, sesto al Giro di Lombardia). A fine anno è tredicesimo nella classifica mondiale U.C.I.
Nel maggio 2001 Belli, già terzo al Giro di Romandia, è suo malgrado protagonista, al successivo Giro d'Italia, di un episodio controverso. Nella quattordicesima tappa del Giro, sull'impegnativa salita del Santa Barbara, Belli, perseguitato da giorni da un tifoso che lo bersaglia con insulti e sputi, perde la pazienza e sferra un pugno al suddetto tifoso. La giuria è inflessibile con il ciclista della Fassa Bortolo, espellendolo dal Giro quando era saldamente al terzo posto della classifica generale. Belli però non si abbatte e nel corso della stagione riesce ad arrivare terzo al Giro della Svizzera e ventiquattresimo al Tour de France, dove sfiora il successo giungendo secondo, battuto dallo spagnolo Roberto Laiseka, nella tappa con arrivo in salita a Luz Ardiden. Da ricordare anche il quarto posto nella Classica di San Sebastián.
Nel 2002 Belli ottiene pochi risultati, visto che è costretto ad abbandonare il Giro d'Italia mentre era in lotta per il podio a causa di una bronchite. Riesce comunque a prendere parte al Tour de France, fungendo da importante punto di riferimento per Ivan Basso.

### 2003-2007: gli ultimi anni
Nel 2003 ritorna alla Lampre dopo sette stagioni, restandovi anche l'anno successivo. In due stagioni riesce a piazzarsi decimo e settimo al Giro d'Italia, prima di passare nel 2005 alla Domina Vacanze di Gianluigi Stanga. Per Belli questo è un anno molto sfortunato, visto che a causa di svariati problemi fisici riesce solo a piazzarsi ventiquattresimo al Giro d'Italia.
Sull'orlo del ritiro, riesce a trovare nuovi stimoli nella Selle Italia-Diquigiovanni di Gianni Savio, di cui diventa subito capitano. Partecipa al Giro d'Italia, riuscendo a installarsi nelle primissime posizioni della classifica, in lotta per il podio. Però la sfortuna non lo abbandona e proprio nella settimana decisiva una contrattura al bicipite femorale della gamba sinistra lo costringe al ritiro. Giunto ormai alla soglia del ritiro, Gianni Savio lo convince a correre per un'altra stagione: Belli dà così l'addio alle corse dopo il Giro del Trentino 2007.
In carriera Wladimir Belli ha partecipato a cinque edizioni del Tour de France, tredici del Giro d'Italia e quattro della Vuelta a España. Inoltre è arrivato venticinque volte nei primi dieci in tappe del Giro d'Italia.

## Palmarès
- 1990 (G.S. Diana Calzature-Colnago, dilettanti)

Classifica generale Baby Giro
Gran Premio Capodarco
Cronoscalata Gardone Val Trompia-Prati di Caregno
- 1991 (G.S. Domus 87, dilettanti)

Coppa Fiera di Mercatale
Classifica generale Giro della Valle d'Aosta
4ª tappa Tour du Hainaut (Bastogne > Houffalize)
Prologo Vuelta a Chile (cronometro)
- 1994 (Lampre, quattro vittorie)

3ª tappa Settimana Ciclistica Bergamasca (Rodengo-Saiano)
7ª tappa Settimana Ciclistica Bergamasca (Casazza > Colle Gallo)
9ª tappa Settimana Ciclistica Bergamasca (Palazzago > Palazzago)
Classifica generale Settimana Ciclistica Bergamasca
- 1996 (Panaria, due vittorie)

Giro dell'Appennino
Classifica generale Giro del Trentino
- 1997 (Brescialat, una vittoria)

5ª tappa Volta a Portugal
- 1998 (Festina, una vittoria)

6ª tappa Volta a Portugal (Portalegre > Torre)
- 1999 (Festina, una vittoria)

3ª tappa Grand Prix du Midi Libre (Perpignano > Perpignano)
- 2000 (Fassa Bortolo, due vittorie)

Gran Premio Città di Camaiore
3ª tappa Tour de Suisse (Rheinfelden > Friburgo)

### Altri successi
- 1993 (Lampre)

Classifica giovani Tour of Britain

## Piazzamenti

### Grandi Giri
- Giro d'Italia

1993: 13º
1994: 12º
1995: ritirato (8ª tappa)
1996: 36º
1997: 6º
1998: 25º
2000: 7º
2001: squalificato (14ª tappa)
2002: non partito (16ª tappa)
2003: 11º
2004: 7º
2005: 24º
2006: ritirato (20ª tappa)
- Tour de France

1995: ritirato (15ª tappa)
1996: 68º
1999: 9º
2001: 24º
2002: 45º
- Vuelta a España

1997: ritirato (7ª tappa)
1999: ritirato (12ª tappa)
2000: 12º
2003: non partito (16ª tappa)

### Classiche monumento
- Milano-Sanremo

1993: 166
1994: 120º
1995: 49º
1996: 15º
1998: 17º
- Liegi-Bastogne-Liegi

1996: 39º
2000: 4º
2001: 19º
2002: 36º
2003: 32º
- Giro di Lombardia

1992: 49º
1994: 12º
1995: 55º
1997: 9º
1998: 15º
2000: 7º
2001: 8º
2003: 42º

### Competizioni mondiali
- Campionati del mondo

Stoccarda 1991 - In linea Dilettanti: 6º